# Olympische Winterspiele 2022/Teilnehmer (Israel)
| Gelbes Symbol für Goldmedaillen mit stilisierten Olympischen Ringen | Graues Symbol für Silbermedaillen mit stilisierten Olympischen Ringen | Braundes Symbol für Bronzemedaillen mit stilisierten Olympischen Ringen |
| ------------------------------------------------------------------- | --------------------------------------------------------------------- | ----------------------------------------------------------------------- |
| —                                                                   | —                                                                     | —                                                                       |

Israel nahm an den Olympischen Winterspielen 2022 in Peking teil. Es war die achte Teilnahme des Landes an Olympischen Winterspielen. Vier Männer und zwei Frauen, die in drei Sportarten antraten, wurden nominiert.

## Teilnehmer nach Sportarten

### Eiskunstlauf
| Athleten                        | Wettbewerbe | Kurzprogramm | Kurzprogramm | Kür           | Kür           | Gesamt | Gesamt |
| Athleten                        | Wettbewerbe | Punkte       | Rang         | Punkte        | Rang          | Punkte | Rang   |
| ------------------------------- | ----------- | ------------ | ------------ | ------------- | ------------- | ------ | ------ |
| Männer                          |             |              |              |               |               |        |        |
| Oleksij Bytschenko              | Einzel      | 68,01        | 26           | ausgeschieden | ausgeschieden | 68,01  | 26     |
| Mixed                           |             |              |              |               |               |        |        |
| Hailey Kops Evgeni Krasnopolski | Paarlauf    | 55,99        | 15           | 97,83         | 15            | 153,82 | 15     |

### Shorttrack
| Athlet            | Wettbewerb   | Vorlauf | Vorlauf       | Viertelfinale | Viertelfinale | Halbfinale    | Halbfinale    | Finale        | Finale | Rang |
| Athlet            | Wettbewerb   | Zeit    | Rang          | Zeit          | Rang          | Zeit          | Rang          | Zeit          | Rang   | Rang |
| ----------------- | ------------ | ------- | ------------- | ------------- | ------------- | ------------- | ------------- | ------------- | ------ | ---- |
| Männer            |              |         |               |               |               |               |               |               |        |      |
| Vladislav Bykanov |              |         |               |               |               |               |               |               |        |      |
| 500 m             | 40,900 s     | 2       | 41,157 s      | 3             | ausgeschieden | ausgeschieden | ausgeschieden | ausgeschieden | 12     |      |
| 1000 m            | 1:24,875 min | 4       | ausgeschieden | ausgeschieden | ausgeschieden | ausgeschieden | ausgeschieden | ausgeschieden | 24     |      |
| 1500 m            | —            | —       | 2:09,932 min  | 4             | 2:13,491 min  | 6             | ausgeschieden | ausgeschieden | 17     |      |

### Ski Alpin
| Athleten         | Wettbewerbe  | 1. Lauf     | 1. Lauf | 2. Lauf     | 2. Lauf | Gesamt        | Gesamt        |
| Athleten         | Wettbewerbe  | Zeit        | Rang    | Zeit        | Rang    | Zeit          | Rang          |
| ---------------- | ------------ | ----------- | ------- | ----------- | ------- | ------------- | ------------- |
| Frauen           |              |             |         |             |         |               |               |
| Noa Szőllős      | Riesenslalom | 1:04,90 min | 42      | DNF         | DNF     | ausgeschieden | ausgeschieden |
| Noa Szőllős      | Slalom       | 58,21 s     | 45      | 59,13 s     | 41      | 1:57,34 min   | 41            |
| Noa Szőllős      | Super-G      | —           | —       | —           | —       | 1:17,94 min   | 34            |
| Männer           |              |             |         |             |         |               |               |
| Barnabás Szőllős | Riesenslalom | 1:07,89 min | 28      | 1:10,04 min | 21      | 2:17,93 min   | 22            |
| Barnabás Szőllős | Slalom       | 56,83 s     | 28      | 51,88 s     | 23      | 1:48,71 min   | 23            |
| Barnabás Szőllős | Abfahrt      | —           | —       | —           | —       | 1:46,88 min   | 30            |
| Barnabás Szőllős | Super-G      | —           | —       | —           | —       | 1:24,28 min   | 30            |
| Barnabás Szőllős | Kombination  | 1:45,04 min | 11      | 48,14 s     | 2       | 2:33,18 min   | 6             |